# نسیمه رزمیار

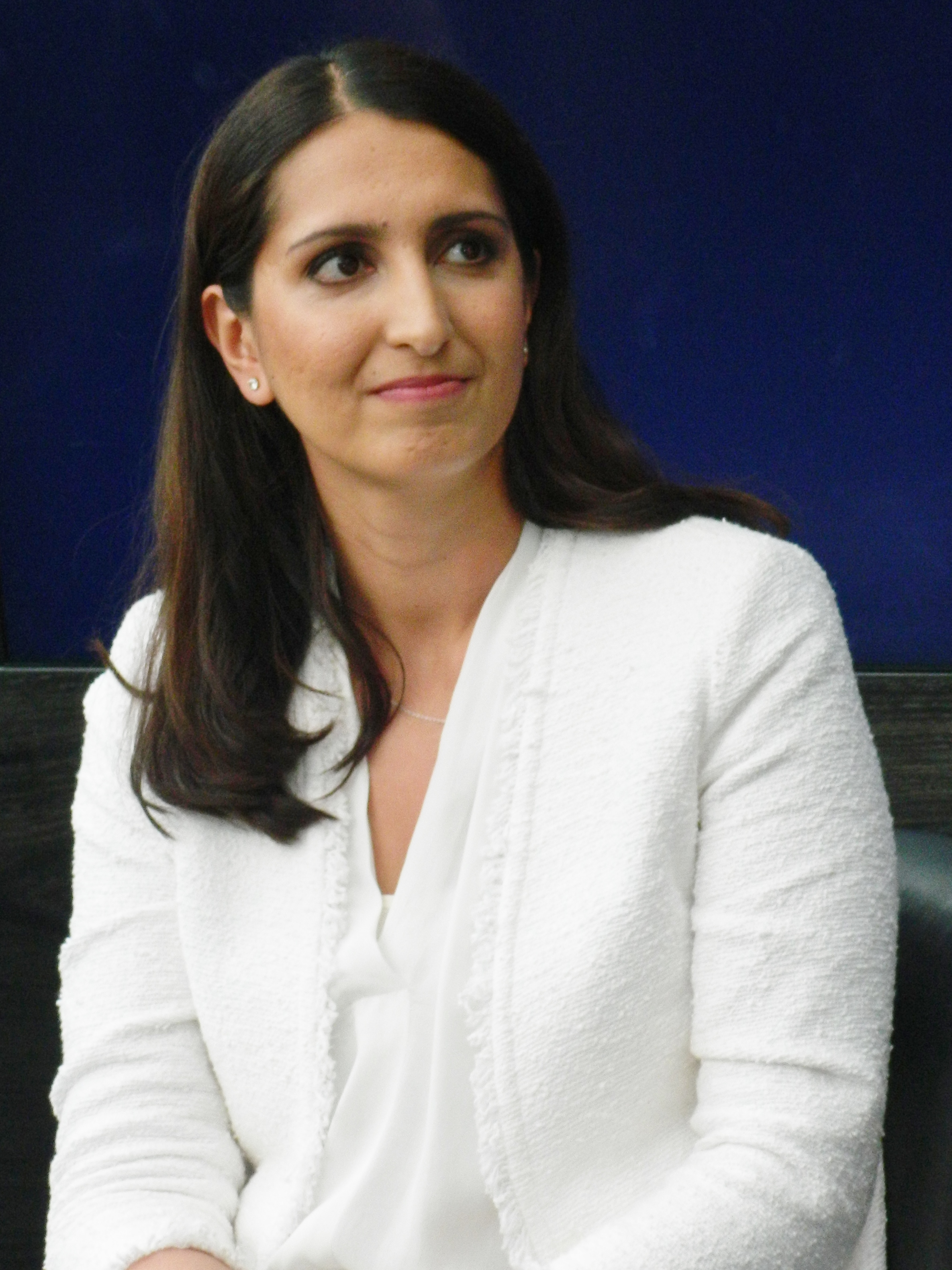
نسیمه رزمیار در ژوئن سال ۲۰۱۷.

نسیمه رزمیار (زاده ۱۳ سپتامبر ۱۹۸۴ در کابل، افغانستان) یک سیاستمدار افغان - فنلاندی و نماینده حزب سوسیال دموکرات فنلاند است. رزمیار در سال ۲۰۱۵ با کسب ۵۱۵۶۶ رای در انتخابات پارلمان فنلاند انتخاب شد. وی تا ژوئن سال ۲۰۱۷ هنگامی که به عنوان معاون شهردار برای فرهنگ و اوقات فراغت در هلسینکی انتخاب شد، در پارلمان حضور داشت. وی همچنین از سال ۲۰۱۲ عضو شورای شهر هلسینکی بوده‌است.
خانواده رزمیار از مسکو به فنلاند آمدند و پدر وی محمد داوود رزمیار سفیر جمهوری دموکراتیک افغانستان در اتحاد جماهیر شوروی بود. خانواده او در سال ۱۹۹۳ پس از این که رئیس‌جمهور محمد نجیب الله از قدرت برکنار شد، به فنلاند مهاجرت کرد. نسیمه رزمیار در سال ۲۰۱۰ پناهنده زن منتخب سال شد.